# Avverahalli, Mandya
Avverahalli là một làng thuộc tehsil Mandya, huyện Mandya, bang Karnataka, Ấn Độ.